# La Fièvre (film)
Pour les articles homonymes, voir La Fièvre.
Pour plus de détails, voir Fiche technique et Distribution.
La Fièvre (A Febre) est un film brésilien réalisé par Maya Da-Rin, sorti en 2019.

## Synopsis
Justino est agent de sécurité au port de Manaus. Il est subitement pris d'une fièvre inexpliquée qui le ramène dans son village au cœur de la forêt amazonienne.

## Fiche technique
Sauf indication contraire, les informations mentionnées dans cette section peuvent être confirmées par la base de données cinématographiques IMDb,  présente dans la section « Liens externes ».
- Titre original : A Febre
- Titre français : La Fièvre
- Réalisation : Maya Da-Rin
- Scénario : Pedro Cesarino, Maya Da-Rin et Miguel Seabra Lopes
- Direction artistique : Ana Paula Cardoso
- Costumes : Joana Gatis
- Photographie : Barbara Alvarez
- Montage : Karen Akerman
- Pays d'origine : Brésil
- Format : Couleurs - 35 mm - 1,85:1
- Genre : drame, thriller
- Durée : 98 minutes
- Dates de sortie :
  - Suisse : 8 août 2019 (Festival international du film de Locarno 2019)
  - France : 30 juin 2021

## Distribution
- Regis Myrupu : Justino
- Rosa Peixoto : Vanessa
- Johnatan Sodré : Everton
- Edmildo Vaz Pimentel : André
- Anunciata Teles Soares : Marta
- Kaisaro Jussara Brito : Jalmira
- Rodson Vasconcelos : Josué
- Lourinelson Vladmir : Wanderlei
- Suzy Lopes : Rose

## Sortie

### Accueil critique
En France, le site Allociné recense une moyenne des critiques presse de 3,6/5.

## Distinctions

### Récompenses
- Festival international du film de Locarno 2019 : Léopard de la meilleure interprétation masculine pour Regis Myrupu[2]
- Festival Biarritz Amérique latine 2019 : Abrazo du meilleur film[3]
- Festival international du film de Thessalonique 2019 : Alexandre d'argent[4]
- Festival international du film de Mar del Plata 2019 : Meilleur long-métrage de la compétition latino-américaine[5]